# Oxymore
Oxymore — двадцать второй студийный альбом французского музыканта и композитора Жана-Мишеля Жарра, выпущенный 21 октября 2022 года лейблом Sony music и Columbia Records.

## История
Вначале Жан-Мишель Жарр начал сотрудничать с французским композитором Пьером Анри, но Анри умер в 2017 году, и сотрудничество не было завершено. Однако, Анри записал несколько звуковых фрагментов для совместной работы, которые Жарр использовал для альбома. Позднее Жарр добавил и свои собственные композиции.
Жарр говорил: «Я выбрал некоторые из его звуков из одного трека в другой. „Oxymore“ — это также дань уважения французскому подходу к современной музыке, электроакустической музыке и моим ранним занятиям в GRM, где Пьер определенно повлиял на будущее электронной музыки во всем мире вместе с Пьером Шеффером».
Жарр активно интересовался французским движением «Конкретная музыка» — жанром, который использует записанные природные звуки в качестве исходного материала. Жарр заявил, что настоящий звук не стереозвук, но его можно услышать на 360 градусов и что альбом лучше всего слушать в наушниках или более продвинутых аудиосистемах.
«Brutalism» — первый сингл с альбома. Было сделано несколько ремиксов, в том числе один от Мартина Гора из Depeche Mode и еще один от Deathpact.
Жарр провёл несколько живых VR-шоу под названием «Oxyville», предоставив ему цифровую сцену для живого исполнения альбома в виртуальной реальности. Одно из шоу транслировалось в прямом эфире в 2D-формате на каналах социальных сетей Жарра 24 октября 2022 года.
Виртуальный мир «Oxyville» был разработан французской компанией «VRROOM» и стал общедоступным с 24 октября 2022 года. VR-проект, спродюсированный Жаном-Мишелем Жарром и Луи Каччиуттоло, разработанный арт-директором Павлом Павлюковым и поставленный режиссёром Георгием Молодцовым, получил международную профессиональную интернет-премию «Webby Awards» — победителя People’s Voice в номинации «Метавселенная», «Иммерсивный и виртуальный» / «Лучший экспериментальный дизайн» в 2023 году, а также номинацию и звание лауреата в 2022 году, премию «Stereopsia Crystal Owl Award» за лучший дизайн постановки и номинацию на премию Гильдии продюсеров Америки за инновации.

## Отзывы
Шрей Катурия из «The Quietus» описывает «Oxymore» как «пластинку, которая ловко переплетает мрачные и напряженные песни и дает навязчиво любопытное разрешение, подобное концовке тех самых компьютерных игр, которые она так искусно имитирует».
Джулиан Маршалек («Classic Rock») оценил альбом в три звезды из пяти и назвал его «альбомом, который задает больше вопросов, чем предлагает ответов». Маршалек также обнаружил, что альбом дает неоднозначные результаты.
Джанлука Фальеро из «Parkett» написал, что это не один из лучших альбомов Джарре.

## Форматы
«Oxymore» был выпущен на CD, двойном виниле и в цифровом формате в стерео, бинауральных, 5.1 и Dolby Atmos миксах. Физический продукт также включает код для доступа к бинауральному мастеру высочайшего качества.

## Список композиций
Слова и музыка всех песен — Jean-Michel Jarre.
| №                   | Название             | Длительность |
| ------------------- | -------------------- | ------------ |
| 1.                  | «Agora»              | 1:34         |
| 2.                  | «Oxymore»            | 4:45         |
| 3.                  | «Neon Lips»          | 4:27         |
| 4.                  | «Sonic Land»         | 6:01         |
| 5.                  | «Animal Genesis»     | 5:46         |
| 6.                  | «Synthy Sisters»     | 3:20         |
| 7.                  | «Sex in the Machine» | 5:45         |
| 8.                  | «Zeitgeist»          | 3:06         |
| 9.                  | «Crystal Garden»     | 4:09         |
| 10.                 | «Brutalism»          | 4:41         |
| 11.                 | «Epica»              | 5:25         |
| Общая длительность: | Общая длительность:  | 49:02        |